# Sven Clausen (forfatter og jurist)
 For alternative betydninger, se Sven Clausen. (Se også artikler, som begynder med Sven Clausen)
Sven Clausen (født Sven Christen Clausen 30. oktober 1893 i Holsted, Ribe Amt, død 19. november 1961 i Charlottenlund) var en dansk forfatter, jurist og sprogrøgter. Søn af herredsfuldmægtig og justitsråd Christen Hansen Clausen og Meta Augusta Clausen f. Smith. Ægtefælle til hans død: Ingeborg Marie f. Jensen (1900-1990). Parret adopterede i 1924 et spædbarn som fik navnet Bente Meta Marie Clausen (1923-1985), datteren blev cand.jur. Familien boede fra 1930 i en villa på adressen Vilvordevej 35 i Charlottenlund. (Gentofte Kommune).

## Virke

### Jura og statslære
Sven Clausen blev cand.jur. fra Københavns Universitet i 1917 og arbejdede i de følgende år som fuldmægtig og kasserer. I 1930 vandt han Det Anders Sandøe Ørstedske Prismedaille-Legats guldmedalje for prisopgaven Om negotiable Papirer, og i 1934 blev han dr.jur. på afhandlingen Om Kreditforeningsforhold. I 1950 udnævntes han til professor i retsvidenskab ved Københavns Universitet, og 1954-55 var han Fulbright-gæsteforelæser ved de amerikanske universiteter i North Carolina og Denver. I 1956 udgav han lærebogen Omrids af statskundskab.
Clausens forsvar for common sense og hans bidende ironiske angreb på alle former for diktatur, systembyggeri og fordomsfuldhed kom både til udtryk i hans essayistik, i dramaerne og i værkerne om statslære; samme tanke ses i hans hyldest til parlamentarismen:
"Derfra stammer de gode ting i samfundet: friheden og trygheden, den rolige nattesøvn, menneskeværdigheden og børnenes gode latter."

### Dramatik og litteratur
Sammenhængen imellem Sven Clausens retspolitiske synspunkter om ret og retfærdighed og dele af hans dramatik kom bl.a. til udtryk i dramaernes medfølelse med ofrene for "systemet", og i flere af dramaerne udstilles og latterliggøres opportunisme, bureaukrati og pamperi.
Sven Clausens dramaer stammer overvejende fra 1920'erne og blev i første omgang mest opført på mindre scener som Arbejdernes Teater, Det Sociale Teater, Dagmarteatret, Det Ny Teater, Odense Teater, Det Intime Teater og Folketeatret. Først langt senere fik nogle af Clausens værker større udbredelse og blev opført på Det Kongelige Teater; som eksempler kan nævnes Bureauslaven, der i 1922 fik premiere på Aarhus Teater og i 1952 blev spillet på Det Kongelige Teater, og Paladsrevolution om Struensee fra 1923, der blev spillet med stor succes på Det Kongelige i 1948.
I 1949 udsendte han en håndbog i dramaturgi under titlen Skuespillets teknik.
I forbindelse med sit (skøn)litterære virke bestred Clausen en række tillidsposter, herunder som bestyrelsesmedlem for Dansk Forfatterforening 1937-39 og Dansk PEN 1946-48, hvor han også var formand i 1956. Desuden var han ledende senior i Studenterforeningen 1948-49 og formand for Dansk Kulturfilm 1949-50.
Han fik en række priser m.m. for sit litterære arbejde:
- 1934: Otto Benzons Forfatterlegat
- 1935: Holberg-medaljen
- 1946: Statens livsvarige ydelse (finansloven)
- 1953: Studenternes æreskunstner
- 1954: Harry Søibergs mindelegat
- 1961: Den kulturelle Fonds hæderspris

### Sprogrøgt
Sven Clausens aktivitet vedrørende sprogrøgt (dvs. bestræbelsen på at røgte (værne) sproget) havde som mål at bevare eller genskabe de nordiske sprogs indbyrdes forståelighed, først og fremmest med hensyn til ordforråd, men også vedrørende retskrivning, udtale og grammatik. Svækkelsen af den gensidige sprogforståelse imellem dansk, norsk og svensk kaldte Clausen med sit eget udtryk for sprogforbistring, og kampen for at fremme forståeligheden blev omvendt betegnet nordisk målstræv. Hans bestræbelser for sprogrøgt kom til udtryk i værket Imod sprogforbistringen fra 1937. I 1938 fulgtes det op af Nordisk målstræv, som derefter udkom som årbog igennem besættelsestiden og frem til 1948, fra 1944 yderligere suppleret af bladet Språgfronten. I årbøgerne optog Clausen efterhånden bidrag fra andre sprogrøgtere, særligt fra årgang 3 (1940), hvor han indførte dateringen "År 101 efter Grundtvigs krav om et samnordisk universitet". Blandt de dansksprogede bidragydere og debattører i årbøgerne findes f.eks. Frederik Vinding Kruse, Gudmund Schütte, Karl Hårbøl, Knudåge Riisager, Laust Moltesen, Louis Hjelmslev, Otto Jespersen, Paul Diderichsen, Sven Tito Achen og Aage Hansen; dertil kommer mange norsk- og svensksprogede.
I modsætning til en egentlig sproglig purisme var det ikke Clausens mål at udrydde alle fremmedord fra det danske eller de andre nordiske sprog, men derimod at undgå, at påvirkning fra engelsk og særligt tysk skulle trække det danske sprog væk fra de øvrige skandinaviske sprog; derfor kunne Clausen i udgangspunktet godt acceptere germanismer (tyskpåvirkede ord), hvis bare de var fælles for de nordiske sprog og dermed ikke hæmmede forståeligheden:
"Det er ikke i sig selv menligt at vi låner et tysk ord (Gemüse) eller at svenskerne låner et fransk (legymer). Men det er tåbeligt at vi låner, når vi har et godt fællesnordisk ord (grøntsager). Og det er navnlig tåbeligt at vi låner ulige ord. Lad os optage de fremmedord som vi har brug for; men det bør være de samme over hele Norden. Det er farligt at hver får sit" (Språgfronten, november 1946).
Baggrunden for Clausens sprogrøgt var hans opfattelse af, at Danmark geopolitisk i stigende grad blev knyttet til Tyskland på bekostning af Norden; sprogkampen opfattede han således som en politisk kamp om, hvorvidt Danmark skulle orientere sig i retning af Nazi-Tyskland eller mod Norden. Clausen mente ligefrem, at det tyske sprog havde en iboende tilbøjelighed til at fremme totalitær systemtænkning (se også Sapir-Whorf-hypotesen), og der var således efter hans egen opfattelse en sammenhæng imellem hans sprogpolitiske synspunkter, hans forkærlighed for frihed og parlamentarisme og hans stadigt mere markante antityskhed.
Sven Clausen og de øvrige sprogrøgtere (der ikke alle delte hans antityskhed) praktiserede selv ønskerne om nordisk tilpasning af stavemåder, ordvalg osv.; som eksempel kan anføres Clausens udfald mod tysk sprog og tænkning fra 1946, gengivet med hans egen stavemåde:
"Et vakkert vesteuropæisk ord, lånt fra selve vår kulturs moderspråg, græsken, er: demokratisk, ordegrant lig folkelig (demos = folk). Tyskerne har oversat ordet til völkisch og fået det til at betyde det modsatte av demokratisk, aldeles som med gloserne »sand«, »ret« og »frihed«. Det gik så vidt, at adskellen mellem demokratisk og völkisch blev den store skillelinje som skiftede kloden i to hælfter."
Enkelte af de sproglige reformer, som Clausen og andre sprogrøgtere havde kæmpet for og selv længe havde praktiseret, blev gennemført ved retskrivningsreformen i 1948; det gjaldt særligt indførelsen af Å på dansk, der allerede blev brugt på norsk og svensk, og afskaffelsen af de "tyske" store begyndelsesbogstaver i navneord. Der er ikke enighed om, hvorvidt hans opfattelse af behovet for samordning af de nordiske sprog stadig er relevant, eller om hans bekymring for sprogets udvikling har vist sig ubegrundet.
Clausen påpegede, hvordan romantikkens pangermanske præg havde ændret dansk, så sproget var ved at glemme sine egne ord. Den tyske forstavelse be- havde omgjort det gamle "høve" til "be-høve"; ligeledes havde man fået "be-fale", "be-drive", "be-våge", "be-nytte", "be-famle"... Det ærgrede ham, at folk sagde "vaske" (af tysk waschen), når dansk har ordet "tvætte"; at man sagde "stille" (også fra tysk), når dansk har "tyst"; at folk sagde "leje" (af tysk leihen) når dansk har "hyre"; at der blev sagt "forkert", når dansk har "vrang". Han fremholdt også, hvor omstændeligt det var at lære korrekt brug af store forbogstaver i navneord; således hed det "et Gode", men "det gode"; "den rejsende", men "den Handelsrejsende"; "det grønne", men "ud i det Blå"; "de fromme", men "de Franske"; "til Fods", men "til fals"; "for mit Vedkommende", men "rette vedkommende"; "spille Fallit", men "gå fallit"; "på Kryds", men "på skrå"; "i Ny og Næ", men "på ny". Ikke mindst var det upædagogisk, fordi der ikke fandtes fornuft i det. (Johannes Møllehave mindes dog en lærerinde, der indvendte, at sætningen "Af lette Retter foretrækker jeg Tunge" ikke gav mening, når man skrev "Af lette retter foretrækker jeg tunge.") 

## Poesi
Clausens digte skrives dikte med k. Det ene hedder Av jord og lyder sådan:
Gud bød en bunke jord ved alfarvej
at samles, gå og vide den er mig.
Tit må jeg stirre på den døde muld,
hvi blev ej den bevidst og sorrigfuld?
Bevidsthed tænder Gud hvor selv han vil.
Hans skabning lærer sig at takke til.
Jeg glædes tit ved karret, Gud lod lave.
Men jeg er ræd for denne sære gave.

## Forfatterskab i udvalg
- Forensiske Skuespil (1920); indholder:
  - Vore egne mandariner. Komedie
  - Aftensvalen. Tragedie
- Bureauslaven. Karakterdrama i 3 Akter (1922)
- Paladsrevolution. Komedie i 4 Akter (1923; genudgivet 1948)
- Augurerne smiler. Komedie (1924)
- De sidste Vikinger. Essays (1926)
- Den gamle Historie. Skuespil i 3 Akter (1927)
- Kulturaben. Komedie (1927)
- Narcissus i Helvede (1927)
- Nævningen. Mysterium og Morale i to Afdelinger (1929; sammen med Peter Grove)
- Skattens Mønt. Bibelsk Drama (1929)
- Menneskets Aldre (1930)
- Digte (1931); ny udgave: Dikte (1941); genudgivet i Gyldendals Spættebøger som Digte (1966)
- Om negotiable Papirer (1931)
- I Rosenlænker og andre Komedier (1933); indeholder:
  - I Rosenlænker
  - Et Komplot
  - Uffe hin Spage
  - Last
  - Kivfuglen
  - Pædagogik
  - Kivfuglen II
  - De Snu
  - Profeten og Fædrelandet
  - Fire Forelæsninger
  - Om dramatiske Tricks
  - Om Situationskomik
  - Om Temperamentet
  - Om Valg af Dødsmaade
- Moralske Børnerim (1933)
- Om Kreditforeningsforhold I-II (1934)
- Essays om almindelig Retslære (1935)
- Imod sprogforbistringen (1937)
- Folkestyre – for eller imod? (1937)
- Nordisk Målstræv (1938)
- Årbog for nordisk målstræv II-X (1939-1948)
- Nordisk språgpolitik (1941)
- Eumeniderne. Hørespil (1943)
- Språgfronten (blad, 1944-1948)
- Nordisk språgfællesskap. Udkast til en språglov (194?)
- Det lille kjøbenhavnske nærsynsapparat (1945)
- Udvalgte Tvangstanker. Fra 10 Aars Journalistik (1945); indeholder 33 kronikker m.m. under fire hovedoverskrifter:
  - Parlamentarismen
  - Sprogforbistringen
  - Søren Kierkegaard
  - Det almenmenneskelige
- I Goethes hus. En mindekrans ved Goethes 200 års fødselsdag (1949)
- Skuespillets teknik. En nordisk håndbog i dramaturgi (1949)
- De vestlige statsteorier (1952)
- Magt (1952)
- De danske statsteorier (1953)
- Essays om naturret (1954)
- Omrids af statskundskab (1956)

Desuden er et meget stort antal debatindlæg om sprogrelaterede emner i dagblade og magasiner opregnet i Henrik Galberg Jacobsens bibliografiske fortegnelse.